# Edward Northey
Sir Edward Northey, KCMG, CB (* 28. Mai 1868; † 25. Dezember 1953) war ein britischer Offizier der British Army, der unter anderem als Generalmajor von 1919 bis 1920 Gouverneur des Protektorats Britisch-Ostafrika sowie zwischen 1920 und 1922 Gouverneur der daraus hervorgegangenen Kolonie Kenia war. Er war zudem zwischen 1919 und 1924 Hochkommissar für das Protektorat Sansibar.

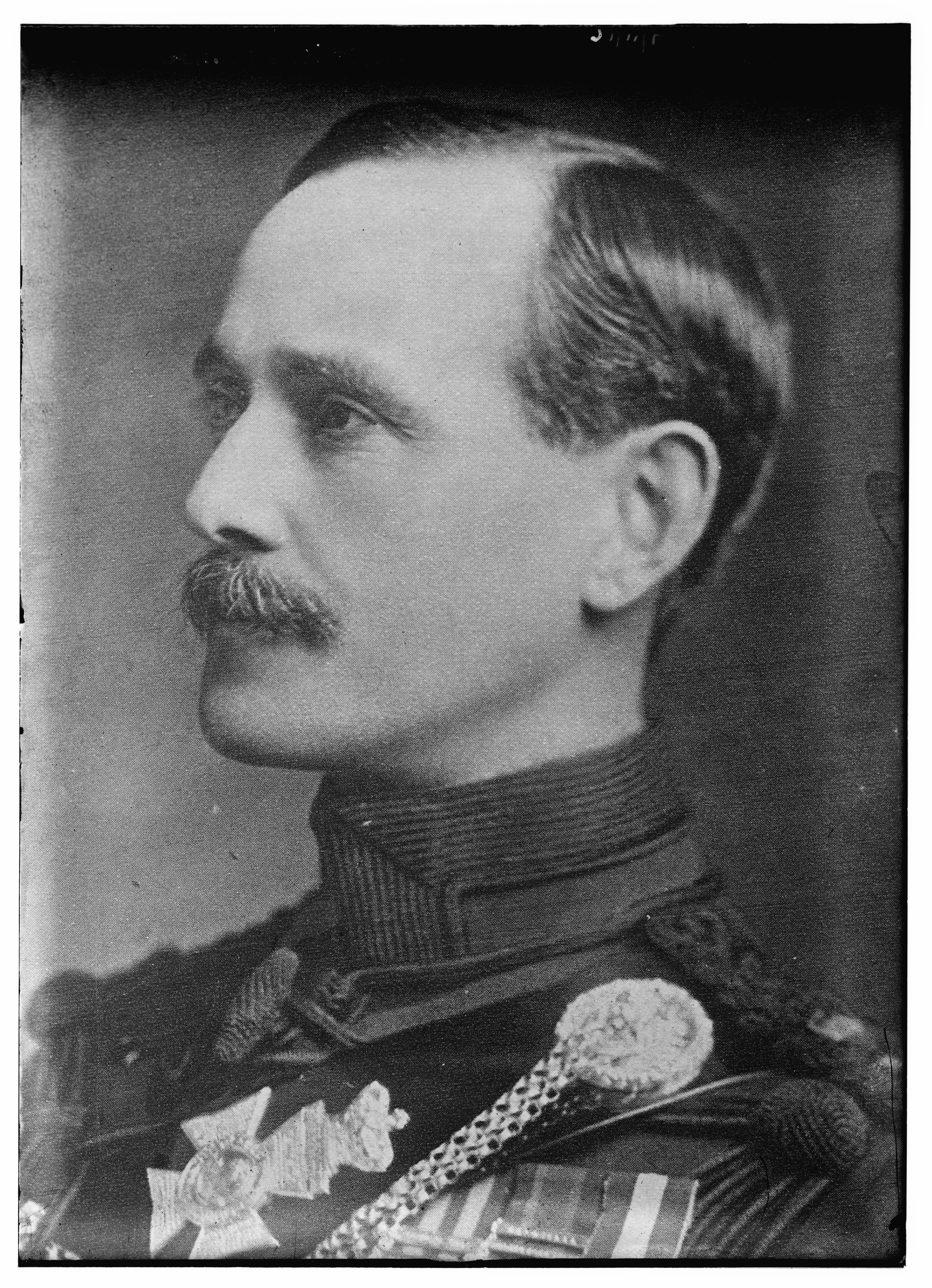
General Edward Northey

## Leben

### Offiziersausbildung, Zweiter Burenkrieg und Erster Weltkrieg
Edward Northey, Sohn von Reverend Edward William Northey der Church of England und dessen Ehefrau Florence Elizabeth Honywood, begann nach dem Besuch des renommierten Eton College eine Offiziersausbildung am Royal Military College Sandhurst und wurde nach deren Abschluss am 7. März 1888 als Leutnant (Second Lieutenant) in das Infanterie-Schützenregiment King’s Royal Rifle Corps übernommen. Er wurde am 1. Juli 1895 zum Hauptmann Captain befördert und nahm zwischen 1899 und 1902 am Zweiten Burenkrieg teil. Im Anschluss wurde er am 23. April 1903 Stabsoffizier für die Freiwilligentruppe (Adjutant of Volunteers) im King’s Royal Rifle Corps und erhielt dort am 3. August 1904 seine Beförderung zum Major sowie am 18. Dezember 1911 zum Oberstleutnant (Lieutenant-Colonel).
Zu Beginn des Ersten Weltkrieges wurde Oberstleutnant Northey an die Westfront versetzt. Nachdem ihm am 2. März 1915 der vorübergehende Dienstgrad eines Brigadegenerals (Temporary Brigadier-General) sowie der Brevet-Rang eines Obersts (Brevet-Colonel) verliehen wurde, war zwischen März und Juni 1915 Kommandeur der 15th Brigade. Er war Adjutant (Aide-de-camp) von König Georg V. und erhielt am 18. Dezember 1915 seine Beförderung zum Oberst (Colonel) im King’s Royal Rifle Corps. Er wurde für seine Verdienste im Ersten Weltkrieg in Ostafrika am 1. Januar 1917 als Companion des Order of the Bath (CB) und am 31. August 1917 als Offizier der französischen Ehrenlegion ausgezeichnet.

### Zwischenkriegszeit, Gouverneur von Kenia und Hochkommissar von Sansibar
Am 4. September 1918 wurde Edward Northey zum Gouverneur und Oberbefehlshaber der Truppen des Protektorats Britisch-Ostafrika (Governor and Commander-in-Chief of the East Africa Protectorate) sowie zudem zum Hochkommissar für das Protektorat Sansibar (His Majesty’s High Commissioner for the Zanzibar Protectorate) ernannt. Nach dieser Ernennung wurde er am 26. Oktober 1918 zum Knight Commander des Order of St Michael and St George (KCMG) geschlagen, so dass er fortan das Prädikat „Sir“ führte. Nachdem aus dem Protektorat Britisch-Ostafrika die Kolonie Kenia hervorgegangen war, wurde er am 29. September 1920 Gouverneur und Oberkommandierender der Truppen dieser Kolonie. Er behielt diesen Posten bis zum 28. August 1922 und wurde daraufhin am 31. August 1922 von Sir Robert Coryndon abgelöst. Am 19. August 1921 wurde er ferner Kommandeur des portugiesischen Ritterordens von Avis.
Nach seiner Abberufung als Gouverneur von Kenia blieb Sir Edward Northey zwischen 1922 und 1924 noch Hochkommissar für das Protektorat Sansibar. Er wurde am 16. Oktober 1922 zum Knight Grand Cross des Order of St Michael and St George (GCMG) erhoben und erhielt am 16. Januar 1923 von Sayyid Chalifa ibn Harub ibn Thuwaini, des Sultans von Sansibar, den Orden vom Glänzenden Stern Erster Klasse.

### Aufstieg zum Generalmajor
Nach seiner Rückkehr wurde Sir Edward Northey als Generalmajor (Major-General) im September 1924 Nachfolger von Generalmajor Sir Louis Bols als Kommandeur der 43rd (Wessex) Infantry Division und verblieb auf diesem Posten bis Oktober 1926, woraufhin Generalmajor Sir George Darell Jeffreys ihn ablöste. Er schied daraufhin aus dem aktiven Militärdienst aus, war aber zwischen dem 18. Juli 1934 und dem 28. Mai 1938 Ehrenoberst des 9th (County of London) Battalion, London Regiment (Queen Victoria’s Rifles). Am 28. Mai 1935 schied er aufgrund des Erreichens der Altersgrenze von 67 Jahren aus der Reserve aus.
Er lebte in „Woodcote House“ in Epsom in der Grafschaft Surrey sowie auf „The Glebe Farm“ in Hinton Waldrist in der Grafschaft Berkshire. Aus seiner Ehe mit Anna Evangeline Cloete gingen die beiden Töchter Florence Evangeline Cloete Northey und Renee Muriel Northey sowie der Sohn Edward George Vernon Northey hervor.